# 東海車輌サービス
株式会社東海車輌サービス（とうかいしゃりょうサービス）は、東海バスの車両整備をはじめとして、一般の自動車の整備、販売などをおこなう東海自動車の子会社である。